# Oriol (Primórie)
|  | Per a altres significats, vegeu «Oriol». |

Oriol (en rus: Орёл) és un poble (un khútor) del krai de Primórie, a l'Extrem Orient de Rússia, que en el cens del 2010 tenia 10 habitants. Pertany al districte rural de Partizanski.